# Diamesa cornipes
Diamesa cornipes är en tvåvingeart som beskrevs av Soumyendra Nath Ghosh och Chaudhuri 1981. Diamesa cornipes ingår i släktet Diamesa och familjen fjädermyggor. Inga underarter finns listade i Catalogue of Life.